# Alegeri guvernatoriale în UTA Găgăuzia, 2023
Alegerile guvernatoriale în UTA Găgăuzia au avut loc pe 30 aprilie 2023 (primul tur), respectiv pe 14 mai (al doilea tur), pe teritoriul autonom UTA Găgăuzia, aflat sub controlul Republicii Moldova. Funcția de guvernator (bașcan) al Găgăuziei reprezintă una dintre cele mai înalte funcții din autonomie, având, de asemenea, din oficiu, funcția de membru al Guvernului Republicii Moldova. 

## Context

### Statutul Găgăuziei

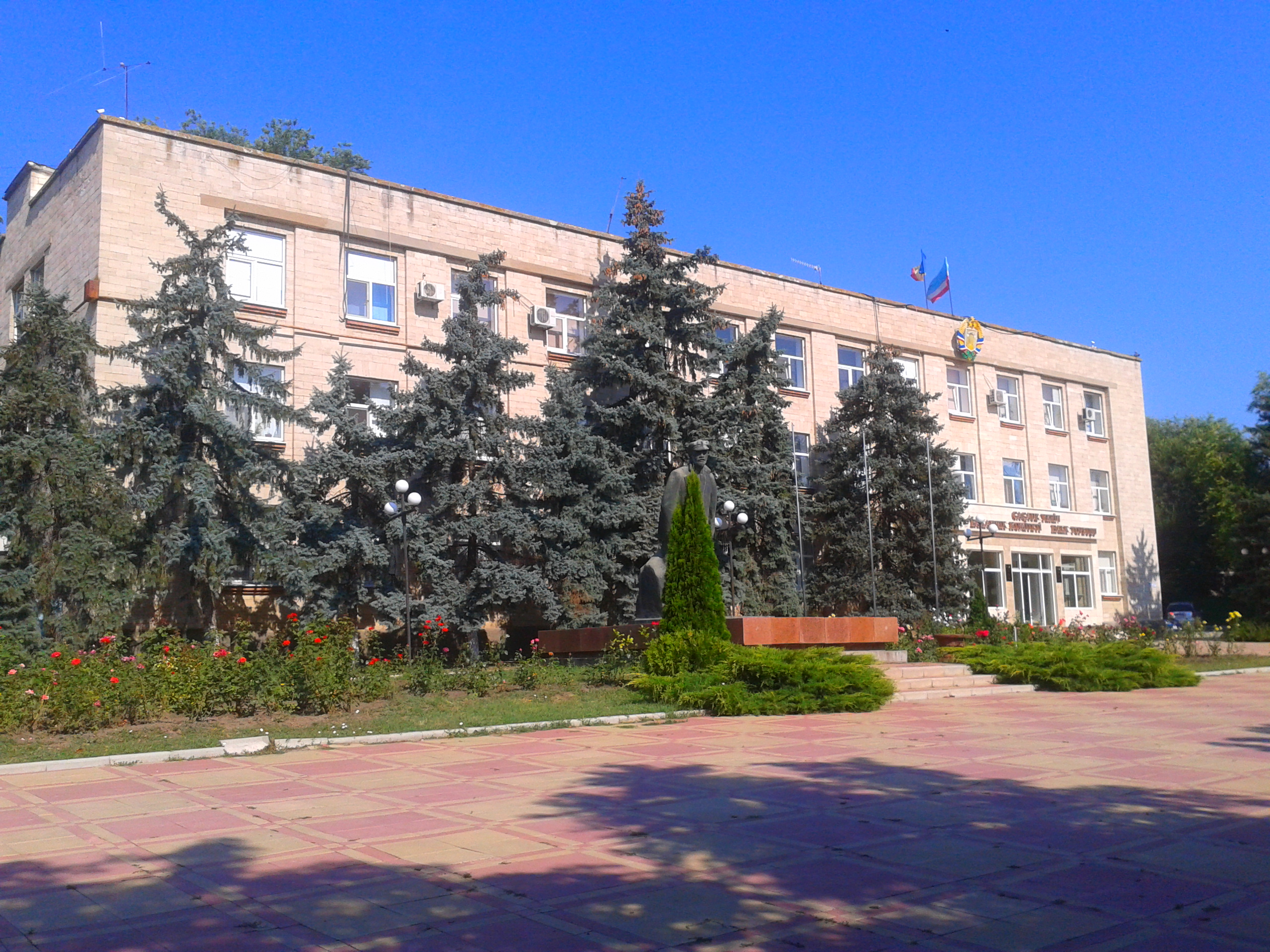
Sediul comitetului executiv al Găgăuziei

Autonomia găgăuză a fost consfințită în Constituția Republicii Moldova din iulie 1994 în articolul 111, care prevede și autonomia Transnistriei. Ulterior, Parlamentul Republicii Moldova a adoptat o lege și mai largă, care conferă un statut special autonom Găgăuziei la 23 decembrie 1994.
Găgăuzia este o unitate teritorială autonomă cu un statut special care, fiind o formă de autodeterminare a găgăuzilor, este parte integrantă și inalienabilă a Republicii Moldova. Conform art. 111 al Constituției Republicii Moldova, UTA Găgăuzia soluționează de sine stătător, în limitele competenței sale, în interesul întregii populații, problemele cu caracter politic, economic și cultural.

Pe teritoriul unității teritoriale autonome Găgăuzia sunt garantate toate drepturile și libertățile prevăzute de Constituția și legislația Republicii Moldova. În Găgăuzia activează organe reprezentative și executive potrivit legii. Irina Vlah a fost aleasă pe data de 22 martie 2015 în funcția de bașcan al Găgăuziei și a câștigat cel de-al doilea mandat în 2019. Însă, nu mai este eligibilă pentru un al treilea mandat consecutiv.

Găgăuzia este o regiune autonomă sub controlul constiuțional autorităților de la Chișinău

## Candidați
În alegerile din 30 aprilie 2023 s-au înscris opt candidați, dintre care doi membri de partid și șase candidați independenți:
| Candidat         | Funcție deținută | Susținut de                                                                                 | Statut      |
| ---------------- | --- | ------------------------------------------------------------------------------------------- | ----------- |
| Nicolai Dudoglo  | fost primar al municipiului Comrat (2004-2014) fost deputat în Parlamentul Republicii Moldova (2014-2018)                                      | independent                                                                                 | Înregistrat |
| Grigorii Uzun    | fost deputat în Parlamentul Republicii Moldova                                                                                                 | Partidul Socialiștilor din Republica Moldova                                                | Înregistrat |
| Victor Petrov    | deputat independent al Adunării Populare | independent Vasile Bolea, deputat în Parlament din partea PSRM                              | Înregistrat |
| Mihail Formuzal  | fost Bașcan (Guvernator) al UTA Găgăuzia (2006-2015)                                                                                           | independent Victor Petrioglu, primarul municipiului Vulcănești din partea Partidului Nostru | Înregistrat |
| Dumitru Croitor  | fost Bașcan (Guvernator) al UTA Găgăuzia (1999-2002) Ambasador (în funcție) extraordinar și plenipotențiar în Turcia, Liban, Egipt și Iordania | independent                                                                                 | Înregistrat |
| Serghei Cernev   | fost deputat în Adunarea Populară | independent                                                                                 | Înregistrat |
| Serghei Cimpoieș | deputat în Adunarea Populară (din 2021) | independent                                                                                 | Înregistrat |
| Evghenia Guțul   | nu a deținut nicio funcție în stat | Partidul Șor                                                                                | Înregistrat |

## Campanie electorală

### Grigorii Uzun
Grigorii Uzun s-a bucurat de susținerea Partidului Socialiștilor din Republica Moldova și a lui Igor Dodon. Fostul președinte al Republicii Moldova s-a implicat în campania electorală și a participat la mai multe întruniri cu alegătorii, unde a pledat ferm pentru reapropierea față de Rusia. În cadrul unei întruniri, Dodon a declarat că dacă va redeveni președinte al Republicii Moldova îl va aduce pe Vladimir Putin în Găgăuzia.

### Evghenia Guțul
Evghenia Guțul a fost susținută de echipa Partidului ȘOR, fiind însoțită la majoritatea evenimentelor de Marina Tauber, deputat în Parlamentul Republicii Moldova. Totodată, la mai multe ocazii au fost organizate întâlniri video cu Ilan Șor, președintele Partidului ȘOR. Ilan Șor a promis alegătorilor că vor fi investiți peste 500 de milioane de euro în Găgăuzia. Alte promisiuni au fost: construcția unui aeroport la Comrat, majorarea pensiilor și salariilor, crearea a 7000 de locuri de muncă. Mai multe dintre promisiuni sunt imposibile, mai ales că majorarea pensiilor și salariilor, de exemplu, este hotărâtă de Guvernul Republicii Moldova și nu de Guvernatorul Găgăuziei.

### Victor Petrov
Victor Petrov a fost susținut în alegeri de Vasile Bolea, deputat PSRM, care a fost și șef de campanie. Programul electoral s-a numit „Găgăuzia visurilor mele”. Faptul că Bolea a hotărât susținerea unui alt candidat decât cel impus de partid a dus la diverse speculații privind anumite disensiuni în Partidul Socialiștilor.

### Dumitru Croitor
Dumitru Croitor a mai fost guvernator al Găgăuziei în perioada 1999-2002. Actualmente este Ambasador al Republicii Moldova în Turcia. În timpul campaniei electorale a criticat autoritățile Republicii Moldova, în special Guvernul condus de Dorin Recean.

## Procedura de vot
Urnele au fost deschise la ora 07:00 și s-au închis la ora 21:00. La data de 30 aprilie 2023 au avut loc alegeri guvernatoriale și, în paralel, alegeri pentru două mandate vacante din Adunarea Populară. Pentru a deosebi cele două buletine de vot, cele pentru guvernator au fost de culoare verde, în timp ce buletinele de vot pentru mandatele de deputat în Adunarea Populară au fost crem.
În ceea ce privește alegerile guvernatoriale, au fost tipărite 93.451 de buletine de vot, dintre care 86.284 în limba rusă, 3.769 în limba găgăuză și 3.398 în limba română. S-au tipărit cu 1% mai multe buletine de vot decât necesare drept rezervă în cazul unor eventuale erori.
Responsabilă de organizarea alegerilor este Comisia Electorală Centrală a Găgăuziei.

## Sondaje de opinie

### Primul tur
| Data               | Operatorul sondajului                | Eșantion | Uzun  | Guțul | Petrov | Croitor | Dudoglo | Cimpoieș | Formuzal | Cernev | Avantaj |
| Data               | Operatorul sondajului                | Eșantion | PSRM  | ȘOR   | Ind.   | Ind.    | Ind.    | Ind.     | Ind.     | Ind.   | Avantaj |
| ------------------ | ------------------------------------ | -------- | ----- | ----- | ------ | ------- | ------- | -------- | -------- | ------ | ------- |
| 30 aprilie 2023    | Alegeri guvernatoriale 2023, turul 1 | 56.256   | 26,40 | 26,47 | 16,24  | 10,36   | 9,00    | 5,75     | 3,50     | 2,32   | 0,07    |
| 30 aprilie 2023    | Intellect Group-SPERO                | 984      | 24,0  | 16,0  | 22,0   | 16,0    | 8,0     | 2,0      | 6,0      | 1,0    | 2,0     |
| 18-23 aprilie 2023 | iData                                | 1023     | 20,5  | 18,3  | 12,7   | 15,2    | 11,1    | 8,3      | 10,4     | 3,5    | 2,2     |

## Rezultate

### Generale
| Candidat                                      | Candidat                      | Partid                        | Turul întâi | Turul întâi | Turul al doilea | Turul al doilea |
| Candidat                                      | Candidat                      | Partid                        | Voturi      | %           | Voturi          | %               |
| --------------------------------------------- | ----------------------------- | ----------------------------- | ----------- | ----------- | --------------- | --------------- |
|                                               | ȘOR                           | Evghenia Guțul                | 14.890      | 26,47       | 27.376          | 52,39           |
|                                               | PSRM                          | Grigorii Uzun                 | 14.849      | 26,40       | 24.913          | 47,61           |
|                                               | Ind.                          | Victor Petrov                 | 9.133       | 16,24       |                 |                 |
|                                               | Ind.                          | Dumitru Croitor               | 5.825       | 10,35       |                 |                 |
|                                               | Ind.                          | Nicolai Dudoglo               | 5.059       | 8,99        |                 |                 |
|                                               | Ind.                          | Serghei Cimpoieș              | 3.228       | 5,74        |                 |                 |
|                                               | Ind.                          | Mihail Formuzal               | 1.969       | 3,50        |                 |                 |
|                                               | Ind.                          | Serghei Cernev                | 1.301       | 2,31        |                 |                 |
| Voturi valide                                 | Voturi valide                 | Voturi valide                 | 56.254      | 98,51       |                 |                 |
| Voturi invalide/albe                          | Voturi invalide/albe          | Voturi invalide/albe          | 853         | 1,49        |                 |                 |
| Total                                         | Total                         | Total                         | 57.107      | 100.00      | 53.458          | 100.00          |
| Votanți înregistrați/prezența                 | Votanți înregistrați/prezența | Votanți înregistrați/prezența | 92.563      | 61,70       | 92.505          | 54,56           |
| Sursă: Comisia Electorală Centrală (Găgăuzia) |                               |                               |             |             |                 |                 |

### Pe unitate administrativ-teritorială
| Circumscripția     | Prezență vot | Uzun | Petrov | Guțul | Croitor | Dudoglo | Formuzal | Cimpoieș | Cernev | Avantaj |
| Circumscripția     | Prezență vot | PSRM | Ind.   | ȘOR   | Ind.    | Ind.    | Ind.     | Ind.     | Ind.   | Avantaj |
| ------------------ | ------------ | ---- | ------ | ----- | ------- | ------- | -------- | -------- | ------ | ------- |
| Comrat             |              |      |        |       |         |         |          |          |        |         |
| Ceadâr-Lunga       |              |      |        |       |         |         |          |          |        |         |
| Vulcănești         |              |      |        |       |         |         |          |          |        |         |
| Avdarma            |              |      |        |       |         |         |          |          |        |         |
| Baurci             |              |      |        |       |         |         |          |          |        |         |
| Beșalma            |              |      |        |       |         |         |          |          |        |         |
| Beșghioz           |              |      |        |       |         |         |          |          |        |         |
| Bugeac             |              |      |        |       |         |         |          |          |        |         |
| Cișmichioi         |              |      |        |       |         |         |          |          |        |         |
| Cioc-Maidan        |              |      |        |       |         |         |          |          |        |         |
| Dezghingea         |              |      |        |       |         |         |          |          |        |         |
| Joltai             |              |      |        |       |         |         |          |          |        |         |
| Etulia             |              |      |        |       |         |         |          |          |        |         |
| Ferapontievca      |              |      |        |       |         |         |          |          |        |         |
| Gaidar             |              |      |        |       |         |         |          |          |        |         |
| Carbalia           |              |      |        |       |         |         |          |          |        |         |
| Cazaclia           |              |      |        |       |         |         |          |          |        |         |
| Chiriet-Lunga      |              |      |        |       |         |         |          |          |        |         |
| Chirsova           |              |      |        |       |         |         |          |          |        |         |
| Congaz             |              |      |        |       |         |         |          |          |        |         |
| Congazcicul de Sus |              |      |        |       |         |         |          |          |        |         |
| Copceac            |              |      |        |       |         |         |          |          |        |         |
| Cotovscoe          |              |      |        |       |         |         |          |          |        |         |
| Chioselia Rusă     |              |      |        |       |         |         |          |          |        |         |
| Svetlâi            |              |      |        |       |         |         |          |          |        |         |
| Tomai              |              |      |        |       |         |         |          |          |        |         |